# وثنية

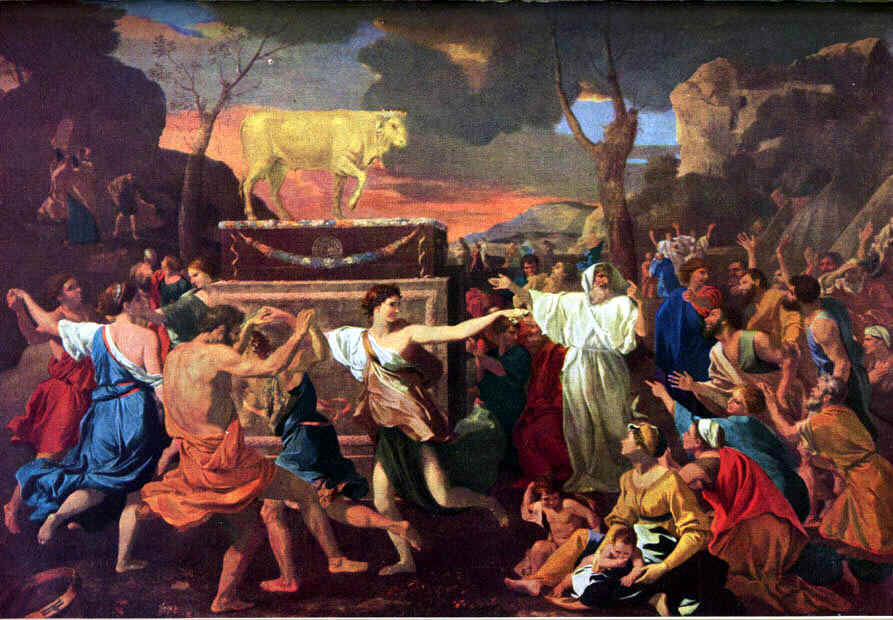
عجل الذهب الذي عبدوه بنو إسرائيل.

الوثنيّة معتقدات وممارسات تتفق على عبادة الطبيعة. قد تتخذ الوثنية عدة أشكال، منها وحدة الوجود (الإيمان بأن الطبيعة المادية هي الإله)، تعدد الآلهة (الإيمان بأكثر من إله)، مذهب حيوية المادة (الاعتقاد بأن الأشكال المادية في العالم هي الطاقة الإلهية وعبادة الأصنام وتقديسها. أطلق المصطلح على الديانات المحلية التي صادفوها خلال انتشارهم. من وثنيي القرن العشرين إريك لودندورف، حركة العصر الجديد.
العقائد والتقاليد الوثنية هي تعدد الآلهة، حيوية المادة، التنبؤ، الكهنوتية. وتعتبر الديانات الثلاث اليهودية والمسيحية والإسلام أن الوثنية قبحا وكل من يسجد للأصنام فهو مخالف لشريعة دينه

## عبادة الأصنام
عبادة الأصنام تجسيد مادي لصورة إله، أو مجموعة ممارسات وطقوس عبادة كتمجيد بعض الكينونات المصنوعة المخلوقة بعيداً عن الله الخالق.
تنهى جميع الديانات الإبراهيمية بحزم عن عبادة الأصنام، وإن كان المنظور الحالي للديانات الإبراهيمية يختلف فيما بينها في تصنيفه اللأفعال المنسوبة لعبادة الأصنام.
يعتبر استخدام صور الآلهة جائزاً في الديانات الوثنية.
وتعتبر ماهية هذه الصور والأفكار والتجسيدات المنطوية تحت طقوس عبادة الأصنام مسألة تخضع للخلاف وحتى في الديانات الإبراهيمية يستخدم هذا المصطلح في نطاق واسع.

## اقرأ أيضا
- - قائمة الوثنيين
- الديانات الإفريقية التقليدية
- قسطنطين العظيم والنصرانية
- الشرك
- تحطيم معابد الأوثان
- الإلهة الأم
- معتقدات وثنية حول عيد الميلاد
- كونية توحيدانية
- لاسلطوية مسيحية
- شنتو
- وثنية مجددة كلتية
- تجديدية متعددة الآلهة
- درويد
- درويدية جديدة
- ويكا
- شامانية
- سانتيريا
- اضطهاد الوثنيين